# Ludwig Philipp Elwert
Ludwig Philipp Elwert (* 17. September 1826 in Reutlingen; † 28. Juni 1900 in Tübingen) war ein württembergischer Oberamtmann.

## Leben
Elwert, Sohn eines Goldarbeiters und evangelischer Konfession, studierte in Tübingen von 1843 bis 1847 Rechtswissenschaften. Er legte 1848 die erste und 1851 die zweite juristische Staatsprüfung im Justizdepartement ab. 1852 legte er die zweite Staatsprüfung auch im Innendepartment ab.
Danach trat er in die württembergische Innenverwaltung ein. Von 1852 bis 1867 war er Aktuar bei mehreren Oberämtern. 1867 war er Hilfsarbeiter bei der Regierung des Neckarkreises in Ludwigsburg. Er leitete als Oberamtmann das Oberamt Saulgau von 1867 bis 1892 und wurde dort 1883 Regierungsrat. Seine Tätigkeit war von Januar bis Juli 1883 unterbrochen, als er Hilfsarbeiter im Innenministerium war. 1892 wurde er pensioniert.

## Ehrungen
- 1876 Friedrichs-Orden, Ritterkreuz 1. Klasse
- 1892 Orden der Württembergischen Krone, Ritterkreuz